# Tremataspis
Tremataspis es un género extinto de agnato osteóstraco que vivió durante el Silúrico en la actual Estonia.

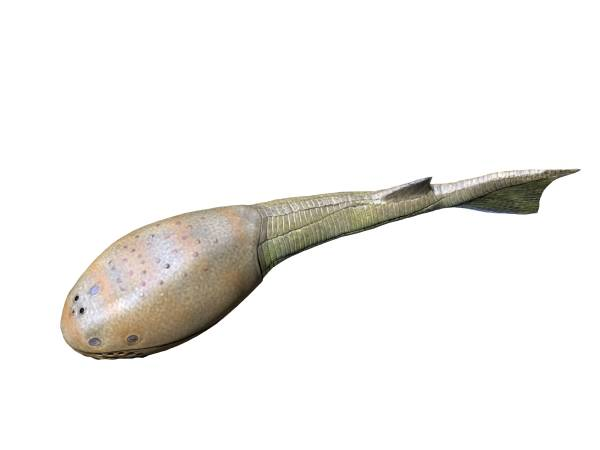
Reconstrucción de Tremataspis mammillata.

Tremataspis medía alrededor de 10 cm de largo y tenía una coraza cubriendo su cabeza. En comparación con otros géneros relacionados, su coraza era de forma redondeada e inusualmente larga, cubriendo toda la parte frontal del cuerpo. Se cree que usaba esta coraza redondeada para excavar en el lecho marino en busca de alimento. Al ser su coraza una pieza sólida, probablemente esta no creció en vida del animal y se presume que sus larvas carecían de coraza, apareciendo esta más tarde.